# Andrés Caleca
Andrés José de San Bosco Caleca Pacheco (Caracas, Venezuela, 15 de julio de 1954) es un economista, profesor y político venezolano, quien presidió el Consejo Nacional Electoral entre marzo y diciembre de 1999. También fue presidente de la Ferrominera Orinoco, empresa de la Corporación Venezolana de Guayana, en la administración de Ramón J. Velásquez y durante el primer año de Rafael Caldera.
Fue precandidato presidencial independiente en las elecciones primarias de la Plataforma Unitaria de 2023, apoyado por el Movimiento por Venezuela.

## Biografía

### Secretario juvenil del MEP
Caleca empezó a militar desde los 14 años en el Movimiento Electoral del Pueblo, ocupando puestos de relevancia partidista, siendo secretario juvenil del partido en Los Teques, luego secretario juvenil de Miranda y posteriormente secretario juvenil nacional. Gracias a su partido, de tendencia socialista, fue enviado a estudiar a la Universidad de La Habana, donde obtuvo una licenciatura en economía política. Militó en el MEP hasta los 30 años por «desencanto político e ideológico», cuando se retiró de la política.

### Presidente de Ferrominera Orinoco
Caleca empezó a trabajar en la Corporación Venezolana de Guayana de la mano de Leopoldo Sucre Figarella, llegando al puesto de vicepresidente ejecutivo de la Ferrominera Orinoco. En junio de 1993 con la renuncia de Sucre Figarella, Caleca pasó a la presidencia de la Ferrominera como encargado, y es posteriormente ratificado por Ramón J. Velásquez en el cargo, ocupándolo hasta el primer año de la presidencia de Rafael Caldera.

### Rector del CNE
A inicios de 1998 fue propuesto por el diputado Luis Emilio Rondón como rector del nuevo Consejo Nacional Electoral como independiente, siendo elegido inesperadamente por el Congreso Nacional. En marzo de 1999 pasa a presidir el CNE tras la renuncia de Rafael Parra Pérez. En el período al frente del CNE dirigió el referéndum constituyente del 25 de abril de 1999, las elecciones a la Constituyente del 25 de julio de 1999 y el referéndum aprobatorio del 15 de diciembre de 1999. En julio de 1999 respetando la armonía democrática a su solicitud la Fiscalía sancionó con un multa (unos US 7,500 dólares) como funcionario público al presidente Hugo Chávez por su intromisión en apoyo a ciertos candidatos a la nueva Asamblea Constituyente, Chávez respondió con tono amenazante: "Van a tener que meterme preso, ¿oyeron?", Andrés Caleca amenazó con suspender los comicios para la Asamblea Constituyente "si se generaliza el clima de violación de la ley". También durante su mandato se realizaron elecciones en el municipio Carrizal, estado Miranda, y de gobernador en Nueva Esparta. Dejó el CNE a finales de diciembre de 1999 luego de la reorganización de los poderes públicos ejecutada por el presidente Hugo Chávez.

### Vida posterior y precandidatura presidencial
El 29 de julio de 2020, Caleca junto a exfuncionarios del CNE y otras personalidades introdujeron un escrito ante el Tribunal Supremo de Justicia pidiendo la anulación de las elecciones parlamentarias del 6 de diciembre de ese año. Caleca afirmó que la convocatoria a elecciones era inconstitucional debido al aumento del número de diputados, la modificación de la ley electoral después del plazo permitido y la eliminación del voto directo para los pueblos indígenas. En enero de 2022 calificó el referéndum revocatorio como «figura inviable y demagógica», sentenciando que el mismo liquidaría a la oposición y renovaría el poder de Nicolás Maduro, en referencia al actual proyecto de revocatorio.
El 8 de junio de 2023, oficializó su candidatura presidencial en las elecciones primarias opositoras, en un mitin en Puerto Ordaz, de forma independiente. Caleca ofreció además un resumen de lo que serían sus propuestas de gobierno ante sus seguidores. Resaltó la necesidad de reingresar a Venezuela en el sistema financiero internacional, y recuperar la institucionalidad. Caleca recibió el apoyo del Movimiento por Venezuela.